# Come with Me Now
Come With Me Now è il singolo di debutto del gruppo musicale sudafricano Kongos, estratto del loro album Lunatic, pubblicato nel 2012.
Il brano è stato scritto da Johnny (musica e testo) e Dylan Kongos (musica).

## Tracce
1. Come with Me Now – 3:32 (testo: Johnny Kongos – musica: Johnny Kongos, Dylan Kongos)

Versione sudafricana (Tokoloshe Records)
1. Come with Me Now – 3:31 (testo: Johnny Kongos – musica: Johnny Kongos, Dylan Kongos)
2. Come with Me Now (Z.O.W. remix) – 3:39 (testo: Johnny Kongos – musica: Johnny Kongos, Dylan Kongos)

## Formazione
- Dylan Kongos - voce, basso, chitarra solista Pedal Steel
- Johnny Kongos - fisarmonica, vocoder, cori
- Jesse Kongos - batteria, cori
- Daniel Kongos - chitarra ritmica, cori